# 下村镇
下村镇，是中华人民共和国江西省新余市渝水区下辖的一个乡镇级行政单位。

## 行政区划
下村镇下辖以下地区：
下村、下住村、龙湖村、甘秀埠村、江东村、大桥村、罗家边村、杭桥村、南村、何家村、高升村、千秋岭村、袁安村、花堆村、虹桥村、城坊村、步桥村、高站村和花鼓山煤矿家委会。